# Koronás gyümölcsgalamb
A koronás gyümölcsgalamb (Ptilinopus coronulatus) a madarak osztályának galambalakúak (Columbiformes) rendjébe és a galambfélék (Columbidae) családjába tartozó faj.

## Rendszerezése
A fajt George Robert Gray angol ornitológus írta le 1858-ban.

## Alfajai
- Ptilinopus coronulatus trigeminus (Salvadori, 1875) - a Madárfej-félsziget és Sulawati szigete
- Ptilinopus coronulatus geminus (Salvadori, 1875) - Új-Guinea északnyugati része és a Japen sziget
- Ptilinopus coronulatus quadrigeminus (A. B. Meyer, 1890) - Új-Guinea északkeleti része, valamint Manam és Kairiru szigete
- Ptilinopus coronulatus huonensis - Új-Guinea délkeleti részének északi fele
- Ptilinopus coronulatus coronulatus  Új-Guinea déli része és az Aru-szigetek

## Előfordulása
Új-Guinea szigetén, Indonézia és Pápua Új-Guinea területén honos. Természetes élőhelyei szubtrópusi és trópusi síkvidéki esőerdők és lombhullató erdők. Állandó, nem vonuló faj.

## Megjelenése
Testhossza 18–21 centiméter, testtömege 69–75 gramm.

## Természetvédelmi helyzete
Az elterjedési területe nagyon nagy, egyedszáma pedig stabil. A Természetvédelmi Világszövetség Vörös listáján nem fenyegetett fajként szerepel.